# Spadochroniarstwo

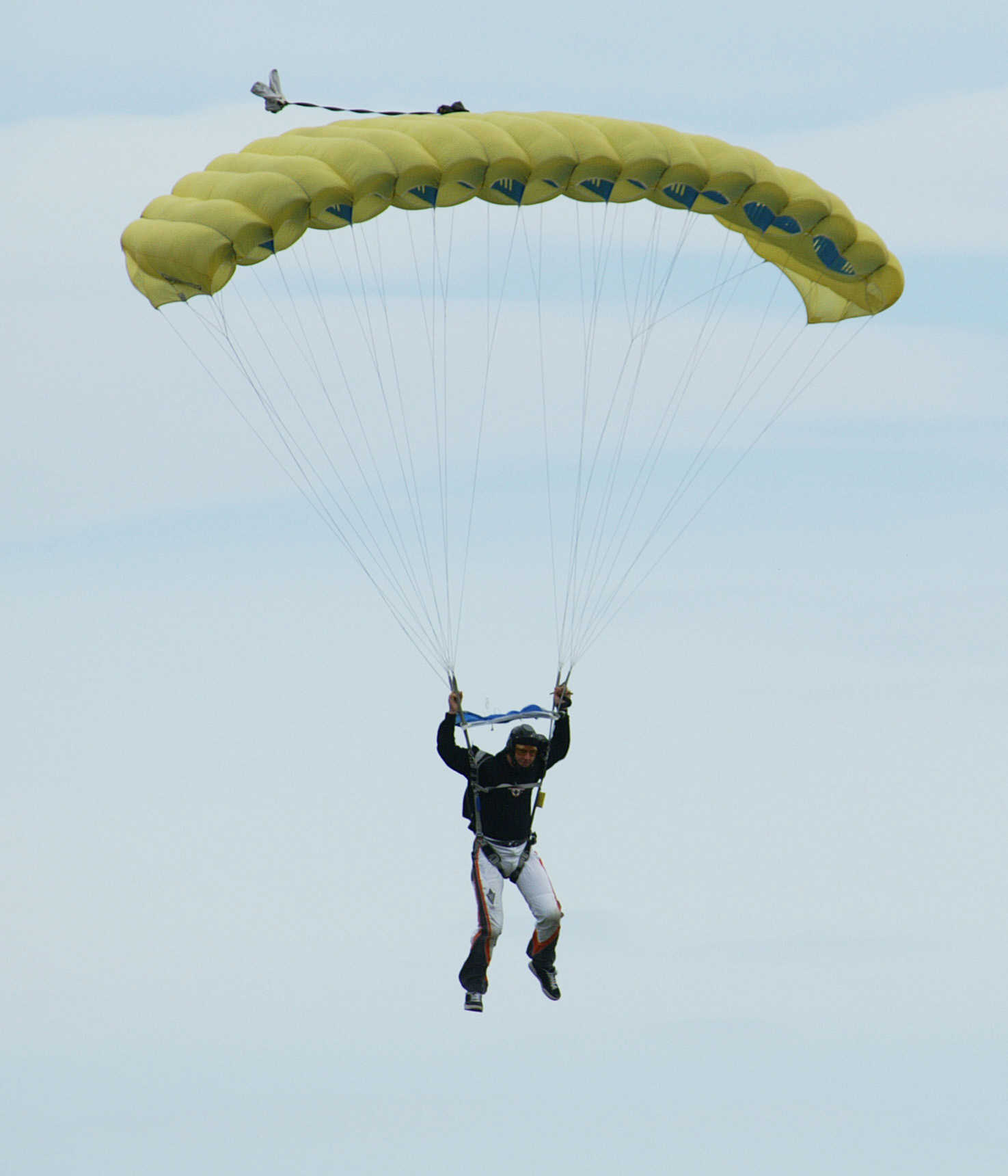
Skoczek spadochronowy na czaszy spadochronu szybującego w trakcie podejścia do lądowania.

Spadochroniarstwo – sport polegający na wykonywaniu skoków spadochronowych, w których ocenie podlega element składowy skoku, zależnie od dyscypliny, na przykład wykonywanie akrobacji w swobodnym spadaniu, wykonanie akrobacji na otwartej czaszy lub precyzja lądowania.

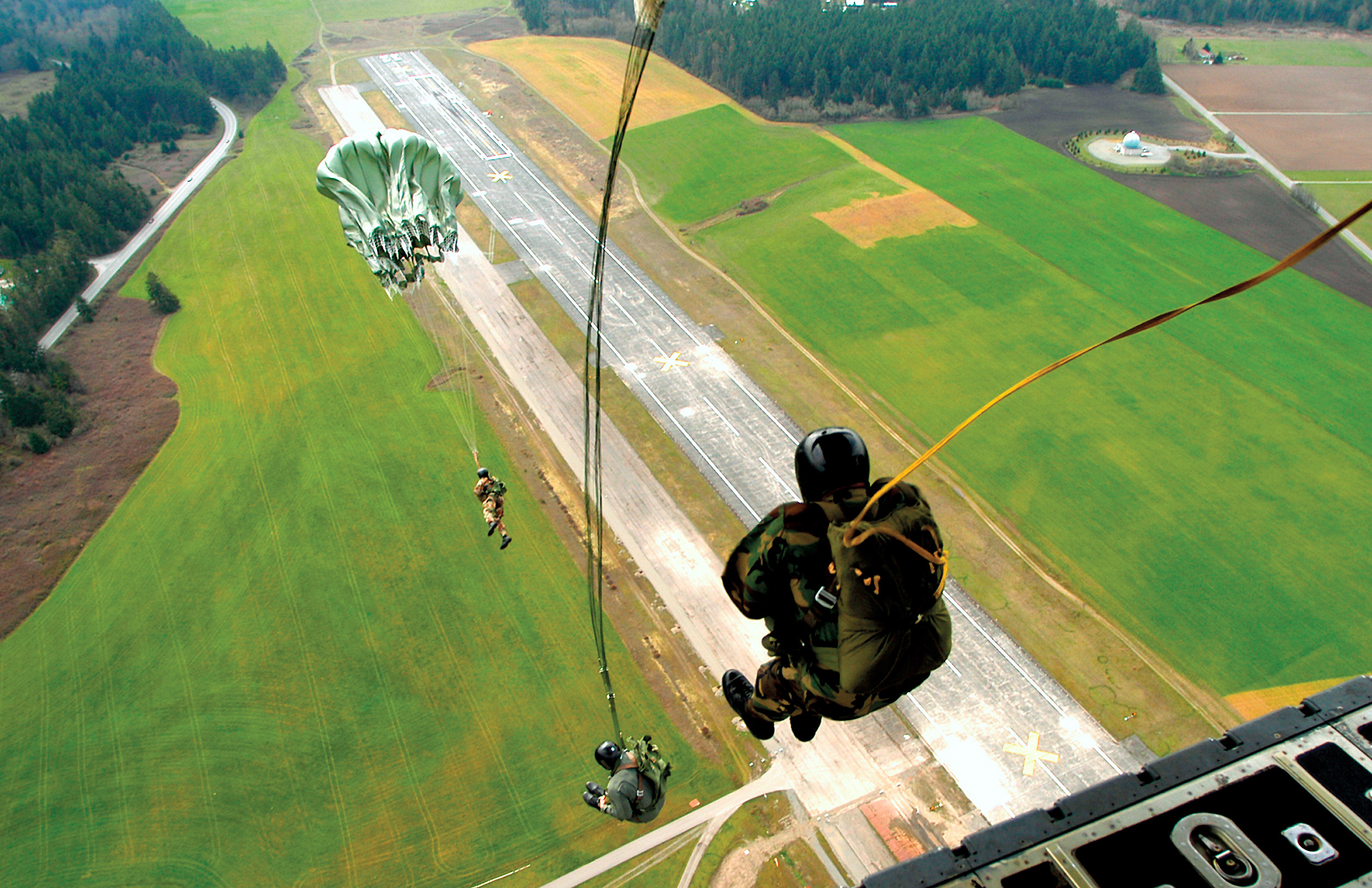
Spadochroniarz wykonujący skok z samolotu metodą STATIC LINE.

Spadochroniarstwo jest sportem młodym. W miarę zdobywania przez skoczków coraz większych umiejętności i doświadczenia doskonalono zasady rywalizacji sportowej w spadochroniarstwie, zwiększano stopień trudności w uprawianych dotąd dyscyplinach lub wprowadzano nowe. Duży wpływ na zmiany regulaminów zawodów spadochronowych miało także doskonalenie konstrukcji spadochronu sportowego.

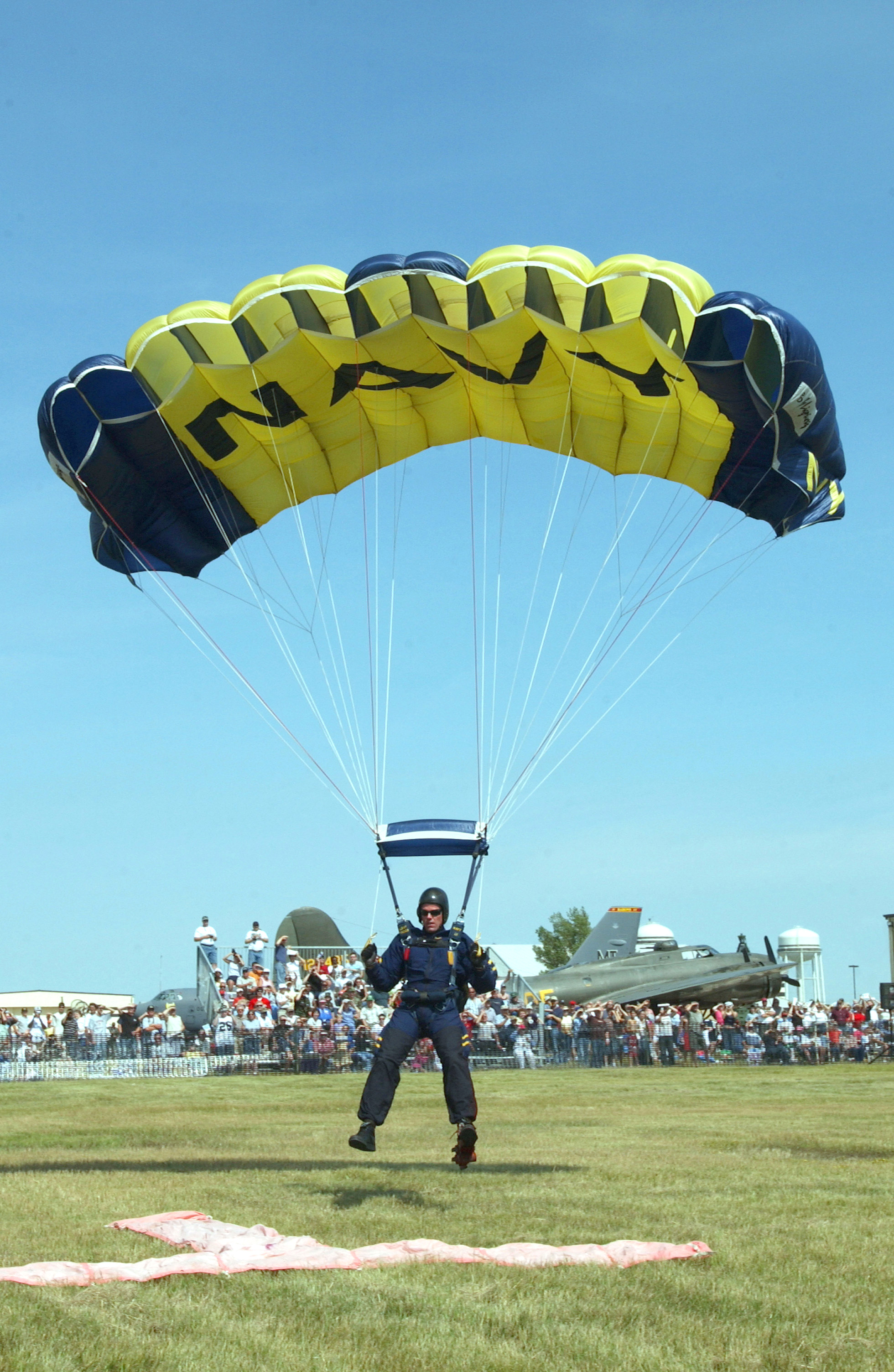
Skoczek spadochronowy lądujący w „Centro”.

Do wykonywania samodzielnych skoków spadochronowych niezbędne jest posiadanie uprawnień skoczka. Nowoczesną metodą szkoleniową jest AFF (Accelerated Free Fall). Starszą, alternatywną metodą szkolenia jest kurs Static Line.

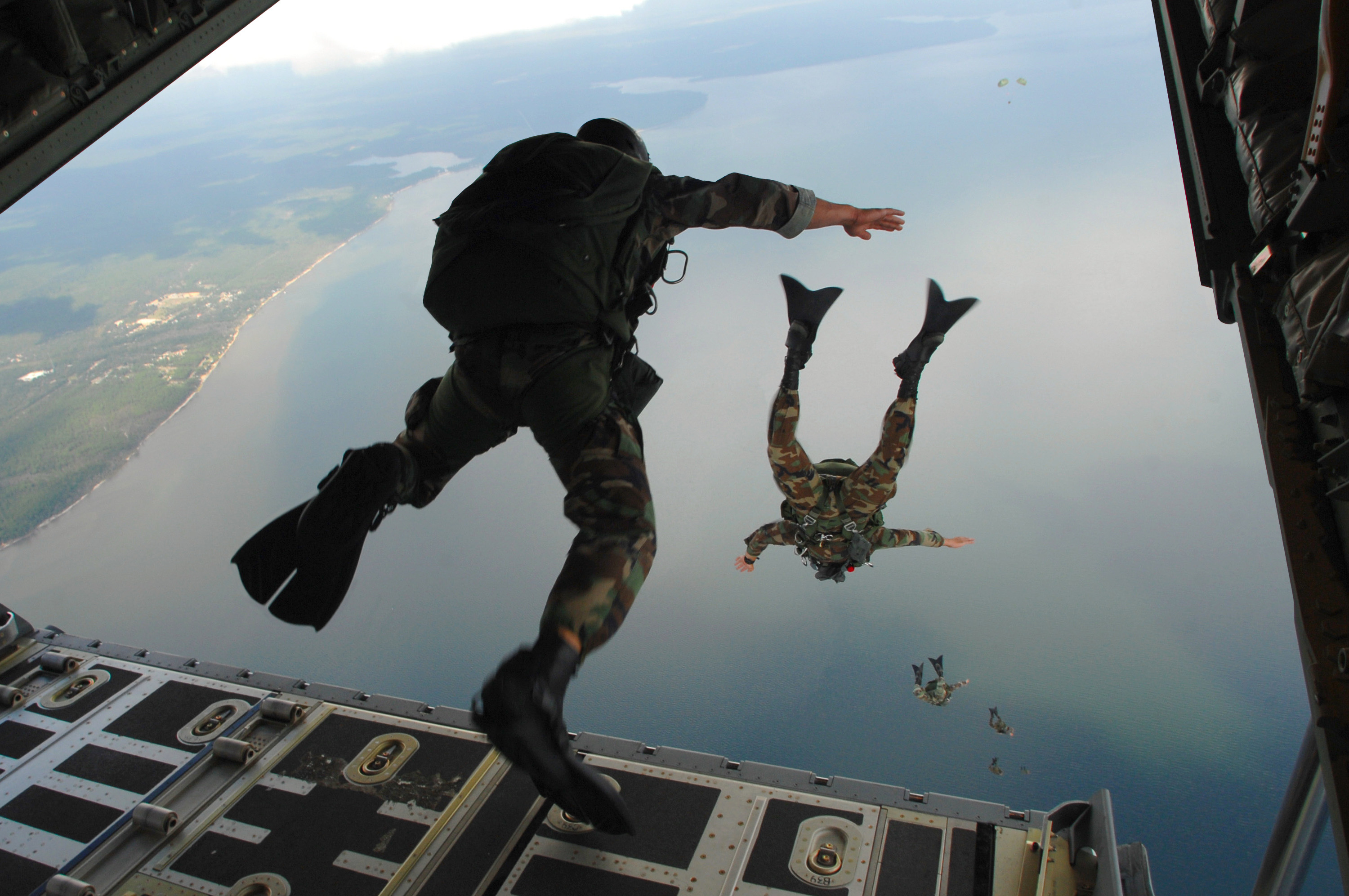
Komandosi sił powietrznych USA z 720 STG wyskakujący z samolotu C-130J Hercules podczas szkolenia w zakresie ratownictwa wodnego na Florydzie.

Rekreacyjną formą spadochroniarstwa, która nie wymaga kursu, jest skok tandemowy, podczas którego uczestnik jest przypięty do skoczka spadochronowego.

## Dyscypliny sportu spadochronowego
- celność lądowania
- akrobacja

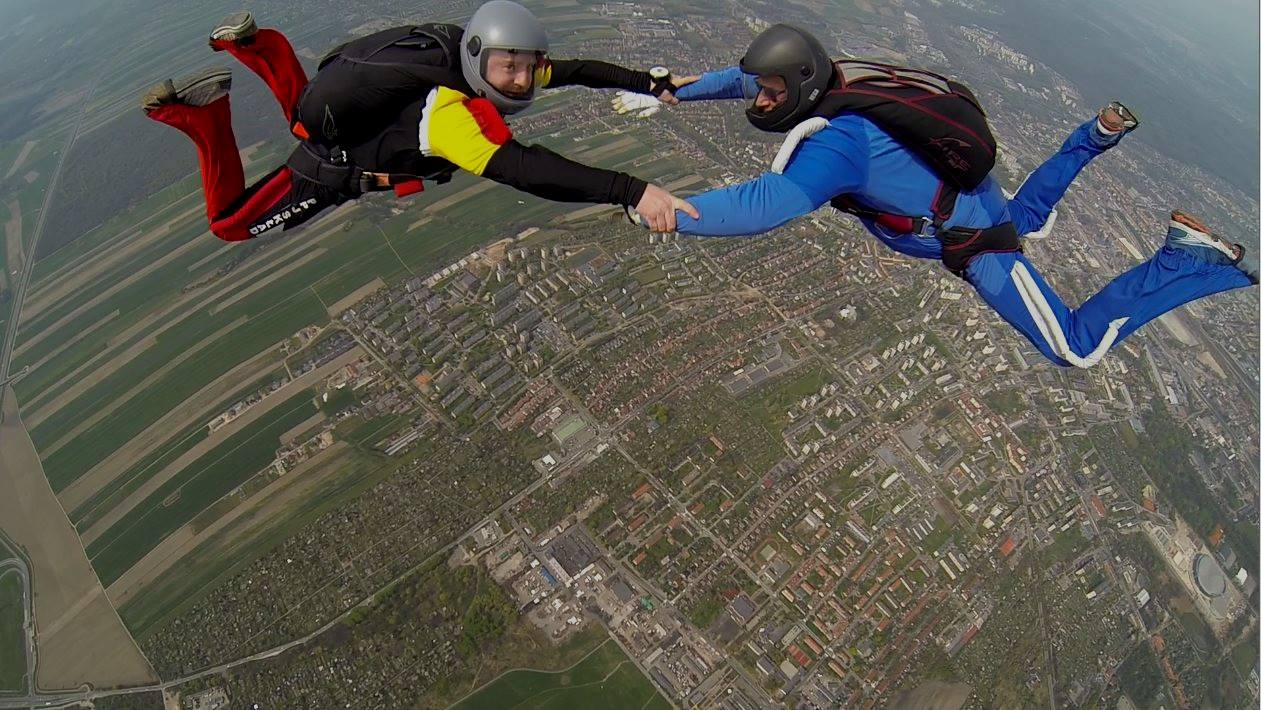
RW-2 nad gliwickim lotniskiem

- para-ski – obecnie bardzo rzadko uprawiane
- formacje w swobodnym spadaniu w pozycji płaskiej (RW)
- formacje w swobodnym spadaniu w pozycji wertykalnej (VFS)
- formacje na czaszach (CRW)
- dyscypliny artystyczne (freestyle, skysurfing, freeflying)
- pilotowanie czaszami (canopy piloting)
- latanie w wingsuicie (wingsuiting)

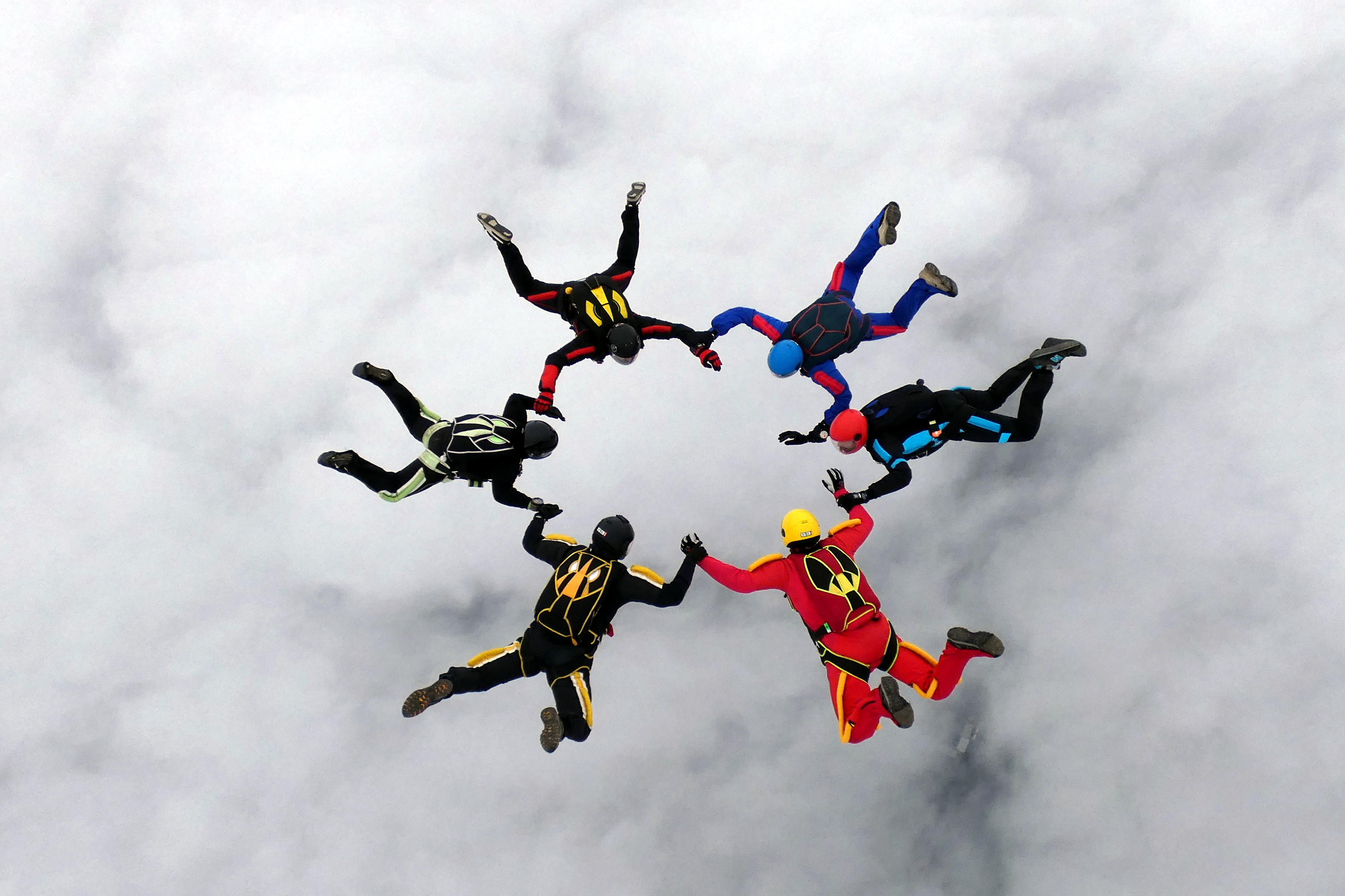
RW-6, Międzynarodowe Zawody Speed-Star Prostejov 2017

Dwie pierwsze tworzą konkurencje klasyczne, obecnie bardzo rzadko uprawiane.
Odmianą sportu spadochronowego, w którym również są rozgrywane zawody jest BASE jumping – sport polegający na skakaniu ze spadochronem z obiektów stałych (budynki, klify, wieże telewizyjne itp.):
- ProBase Track Race
- World Wingsuit League.

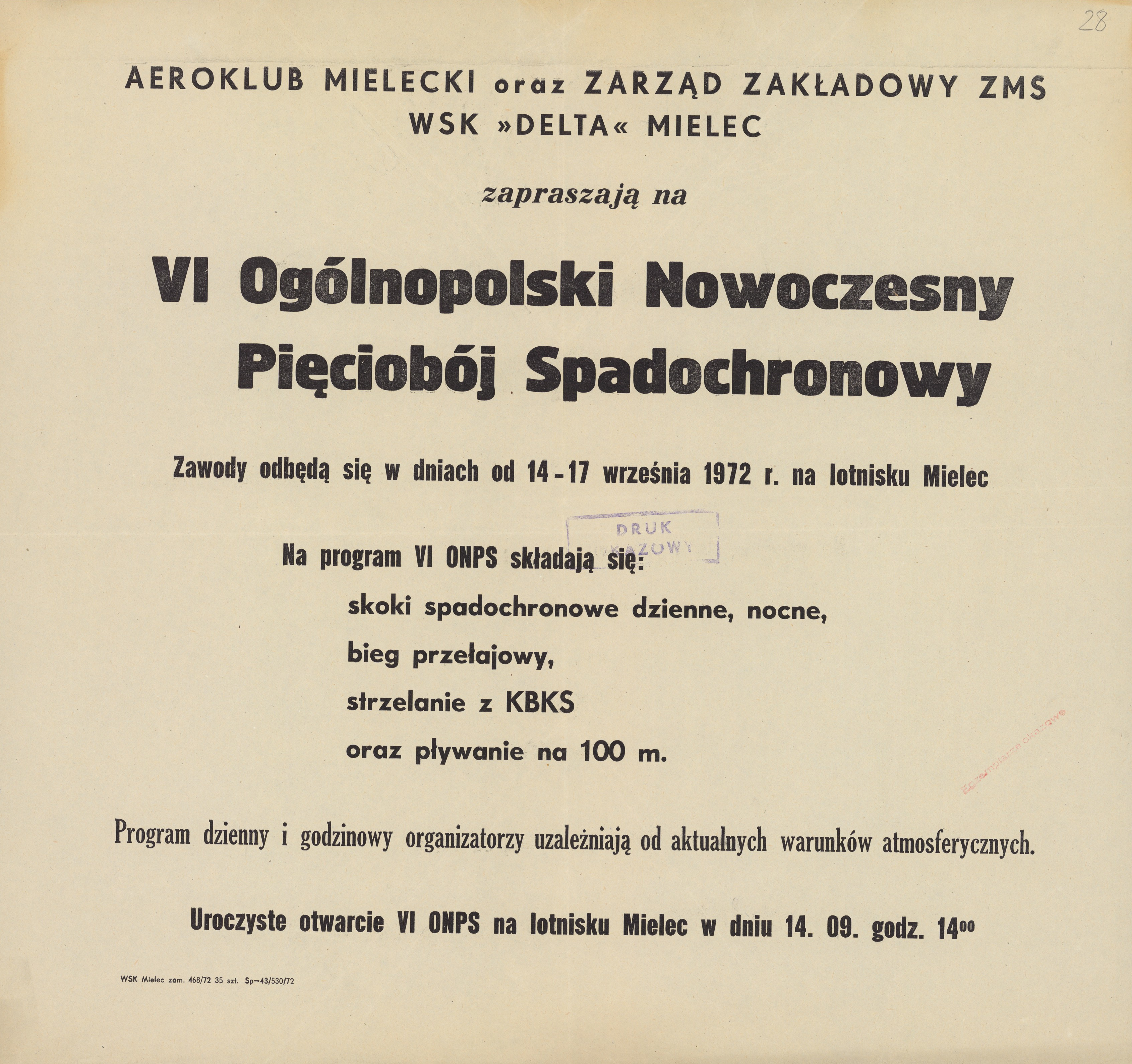
Ulotka informacyjna.

Dodatkowo zawodnicy startują w zawodach, w których konkurencje spadochronowe są składowymi wielobojów, np. wielobój spadochronowy. W wieloboju spadochronowym rozgrywane są konkurencje:
- celność lądowania w dzień
- celność lądowania w nocy
- pływanie stylem dowolnym na dystansie 100 m
- bieg przełajowy na dystansie 3 km
- strzelanie z kbks (karabinek sportowy) na odległość 50 m.

## Sytuacje awaryjne w spadochroniarstwie
Każdy skoczek spadochronowy niezależnie od metody wyszkolenia (static–line czy AFF) przyswaja procedury bezpieczeństwa związane z możliwym wystąpieniem sytuacji awaryjnej. Metodologia nauczania o sytuacjach awaryjnych zależna jest od poszczególnych ośrodków, choć źródłem wiedzy o takich sytuacjach są serwisy edukacyjne opierające się na wkładzie społeczności spadochronowej.
Wg największej organizacji spadochronowej na świecie USPA (United States Parachute Association) sytuacje można podzielić na trzy kategorie:
- sytuacje na dużej prędkości (przed otwarciem spadochronu)
- sytuacje na małej prędkości (po otwarciu spadochronu)
- dwie czasze otwarte.

### Sytuacje na dużej prędkości
- Zgubiony uchwyt
- Twardy uchwyt
- Przyssanie pilocika
- Holowanie pilocika
- Podkowa
- Zamknięta paczka (tzw. „Kicha”)
- Zawiązanie czaszy (tzw. „Grucha”)
- Przedłużające się otwarcie.

### Sytuacje na małej prędkości
- Slider w połowie linek
- Węzły samozaciskowe
- Linki nad czaszą (tzw. „Kalafior”)
- Uszkodzona czasza
- Zwolnienie sterówki
- Zerwanie sterówki
- Skręcenie linek.

### Dwie czasze otwarte
- Jeden za drugim (tzw. „Etażerka”)
- Jeden obok drugiego (tzw. „Banan”)
- Wariat.

Do każdej sytuacji awaryjnej ustalona jest procedura bezpieczeństwa, która w zdecydowanej większości przypadków jest taka sama (wypięcie spadochronu głównego i otwarcie zapasowego). Skoczkowie, którzy biorą udział w kursie AFF muszą zdać egzamin zawierający elementy procedur bezpieczeństwa (tzw. KWT – Kontrola Wiadomości Teoretycznych) przed wykonaniem pierwszego skoku w kursie AFF. Większość stref spadochronowych w Polsce na początku sezonu organizuje tzw. „Dzień Bezpieczeństwa”, podczas którego omawiane są te procedury również dla skoczków samodzielnych, którzy po przerwie zimowej chcą odświeżyć wiedzę.
Źródło:

## Spadochroniarstwo w Polsce

### Historia

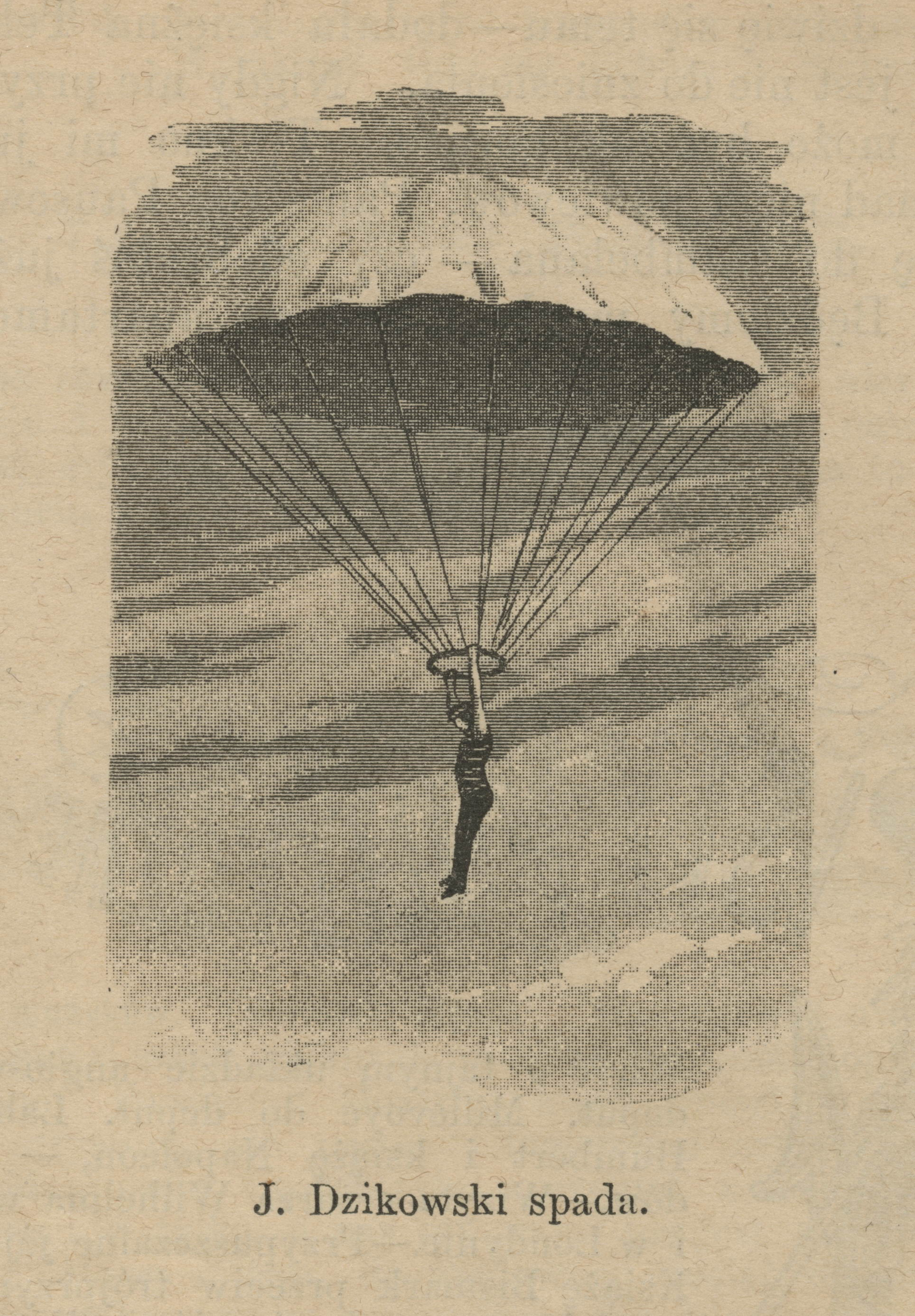
Józef Dzikowski wykonujący skok w Warszawie na przełomie lat 80. i 90. XIX wieku

- 1893 – 25 sierpnia Janina Mey wykonała jako pierwsza Polka skok ze spadochronem[6].
- 1929 – uruchomiono w Legionowie warsztat spadochronów typu Irvin[7].
- 1936 – LOPP hasłem „Młodzież na spadochrony” inicjuje uprawianie sportu spadochronowego[8].
- 1937 – 5 września pod Wieliszewem miał miejsce pierwszy w Polsce publiczny pokaz grupowego skoku ze spadochronami typu Irvin. W pokazie wzięło udział 60 skoczków na czele z Leonardem Dobrowolskim, głównym instruktorem spodochronowym LOPP. Spadochroniarze zostali zrzuceni z 6 samolotów Fokker F.VII[9][10][11].
- 1937 – 54 rezerwistów z batalionu reprezentacyjnego Związku Rezerwistów pod dowództwem por. rez. piech. Wacława Mieczysława Wyrozębskiego ukończyło kurs spadochronowy I stopnia[12].
- 1945 – 23 marca Tadeusz Litwiński wykonał pierwszy po wojnie skok ze spadochronem w Polsce. Był to już jego 23 skok[13].
- 1946 – 3 marca z okazji 600-lecia Bydgoszczy, podczas pokazu zademonstrowano desant 157 skoczków z samolotów Douglas C-47 Skytrain[13].
- 1946 – por. Tadeusz Litwiński wykonał w Polsce pierwszy 100 skok ze spadochronem[14].
- 1947 – 10 maja 12 skoczków wojskowych wykonało pierwszy skok grupowy z wysokości 4000 m z 40 sekundowym opóźnieniem[13].
- 1948 – Liga Lotnicza zorganizowała pierwszy po wojnie instruktorski kurs spadochronowy[15].
- 1951 – otwarto Centrum Wyszkolenia Spadochronowego w Nowym Targu.
- 1952 – przeprowadzono I Krajowe Zawody Spadochronowe w Warszawie[15].
- 1954 – 10 października rozegrano po raz pierwszy Spadochronowe Mistrzostwa Polski (Józef Wójcik zajął I miejsce). W tym samym roku na listę rekordów świata wpisał się pierwszy Polak Jerzy Kubaczewski[15].
- 1955 – Polacy po raz pierwszy startowali w międzynarodowych zawodach spadochronowych w Bułgarii.
- 1956 – w wyniku reaktywowania działalności Aeroklubu, rozpoczął się w nowy okres rozwoju sportu spadochronowego.
- 1956 – międzynarodowe sukcesy polskiego spadochroniarstwa rozpoczęły się, gdy na zawodach w Moskwie zespół męski: Paweł Lipowczan, Roman Lewandowski i Józef Wójcik, zajął III miejsce w skokach grupowych[16].
- 1957 – 4 września kpt. Tadeusz Dulla ustanowił rekord opóźnienia w skoku ze spadochronem: 195 sekund przy skoku z wysokości 12950 m[17][18].

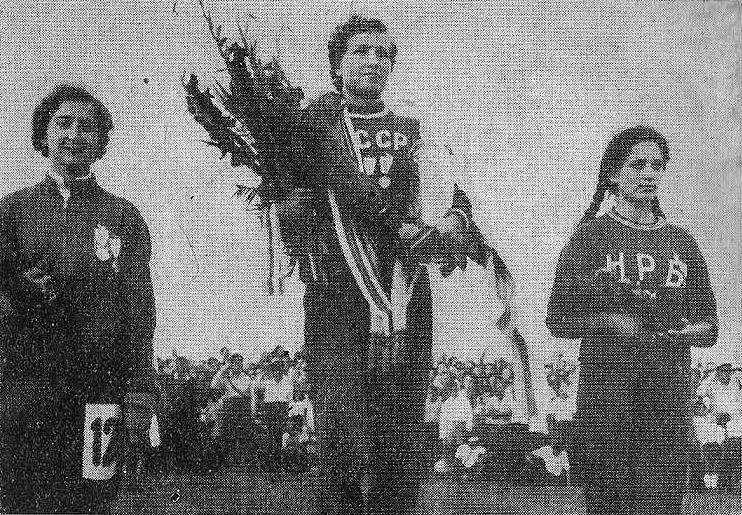
IV Spadochronowe Mistrzostwa Świata – Bratysława. Konkurencja kobiet: I miejsce – N. Priachina (ZSRR), II miejsce – Anna Franke (Polska), III miejsce – A. Velceva (Bułgaria) (sierpień 1958)

- 1958 – IV Spadochronowe Mistrzostwa Świata – Bratysława. Anna Franke wywalczyła tytuł wicemistrzyni świata, a polski zespół kobiecy (Anna Franke, Antonina Chmielarczyk, Maria Wojtkowska)[19] zajął II miejsce w klasyfikacji ogólnej[20].
- 1959 – pierwszy w Polsce 1000 skok ze spadochronem wykonał kpt. Zdzisław Szwedziuk[14].
- 1962 – VI Spadochronowe Mistrzostwa Świata – Orange (Stany Zjednoczone). Polska reprezentacja kobieca w składzie: Anna Franke, Antonina Chmielarczyk, Janina Krajewska i Marianna Puchar w konkurencji drużynowej zajęły III miejsce, zdobywając brązowy medal. W konkurencji skoku grupowego zajęły II miejsce, zdobywając srebrny medal i tytuł Wicemistrzyń Świata[21]. Srebrny medal zdobyła Janina Krajewska w konkurencji 4 skoki z 1500 m z opóźnieniem 21 sekund[22].
- 1964 – 24 września Antonina Chmielarczyk jako pierwsza w Polsce kobieta wykonała 1000 skoków ze spadochronem[23].
- 1968 – Grazu (Austria) – Edward Ligocki zdobył tytuł II wicemistrza świata w celności lądowania[16].
- 1968 – II Mistrzostwa Armii Zaprzyjaźnionych – Wrocław. Klasyfikacja generalna (indywidualnie): I miejsce – ppor. Władysław Koźmiński. Klasyfikacja generalna (drużynowo): I miejsce – Wojsko Polskie: ppor. Władysław Koźmiński, ppor. Jacek Szrek, sierż. Edward Ligocki, plut. Wacław Gugniewicz, plut. pchor. Wojciech Soleżyński, plut. Edward Burakowski, st. kpr. Czesław Urbański, st. szer. Ryszard Olszowy[24].
- 1972 – Spadochronowe Mistrzostwa Świata w USA. Reprezentant Polski Edward Ligocki zdobył tytuł II wicemistrza świata w celności lądowania[22].
- 1974 – XII Spadochronowe Mistrzostwa Świata – Szolnok. Reprezentant Polski plut. Stanisław Sidor zdobył indywidualnie tytuł mistrza świata w skokach na celność lądowania[24][16], a drużyna żeńska srebrny medal w skokach grupowych na celność lądowania.
- 1976 – XIII Spadochronowe Mistrzostwa Świata – Rzym. Drużyna męska w składzie: ppor. Ryszard Olszowy, sierż. Ryszard Łuszczki, sierż. Roman Łapucki, st. szer. Wiesław Szelc, st. szer. Janusz Mac zdobyła srebrny medal w skokach grupowych na celność lądowania[25].
- 1992 – XXI Spadochronowe Mistrzostwa Świata – Trieben. Klasyfikacja drużynowa generalna: II miejsce – Polska drużyna męska w składzie: st. sierż. Andrzej Lamch, chor. Marian Bobowski, plut. Marcin Bielecki, chor. Wojciech Białobrocki, sierż. sztab. Marek Tarczykowski, zdobyła  w klasyfikacji drużynowej[25].
- 1993 – Spadochronowe Mistrzostwa Europy. W miejscowości Timișoara (Rumunia), zawodnik Andrzej Lamch zajął II miejsce w klasyfikacji ogólnej oraz II miejsce w konkurencji akrobacji spadochronowej. Monika Sadowy zdobyła brązowy medal w klasyfikacji ogólnej juniorek oraz srebrny w konkurencji akrobacji spadochronowej juniorek.
- 1995 – I Światowe Wojskowe Igrzyska Sportowe – Rzym. Klasyfikacja indywidualna w celności lądowania: I miejsce – st. sierż. sztab. Marek Tarczykowski[25].
- 1995 – Spadochronowe Mistrzostwa Europy – Efez: drużyna męska zdobyła III miejsce w klasyfikacji drużynowej oraz III miejsce w konkurencji grupowej celności lądowania. Monika Filipowska zdobyła brązowy medal w klasyfikacji ogólnej juniorek oraz w srebrny w konkurencji akrobacji spadochronowej juniorek.
- 1996 – Mistrzostwa Świata – Békéscsaba: Monika Filipowska (późniejsze nazwiska Sadowy–Naumienia , Bekhit ) zdobyła brązowy medal w celności lądowania seniorek, złoty w celności juniorek oraz srebrny w klasyfikacji ogólnej juniorek.
- 1997 – I Światowe Igrzyska Lotnicze w Selçuk (Turcja): Monika Filipowska (Sadowy–Naumienia , aktualnie Monika Bekhit) zdobyła złoty medal w konkurencji celności lądowania juniorek, srebrny w klasyfikacji ogólnej juniorek, a Tomasz Stryjak medal brązowy w konkurencji celności lądowania.
- 1997 – World Games w Lahti: Monika Filipowska (Sadowy–Naumienia, Bekhit ) zdobyła medal brązowy.
- 1999 – Puchar Świata Mistrzów – Thalgau. Klasyfikacja generalna: I miejsce – chor. Andrzej Lamch tytuł absolutnego Mistrza Mistrzów. Klasyfikacja indywidualna celność lądowania: III miejsce – chor. Andrzej Lamch[26]. Klasyfikacja indywidualna celność lądowania kobiety: III miejsce – Monika Filipowska (Sadowy–Naumienia, aktualne nazwisko Monika Bekhit ).
- 2000 – XXV Spadochronowych Mistrzostwach Świata w regionie Ise-Szima: Monika Filipowska (Sadowy–Naumienia, aktualne nazwisko Monika Bekhit) zdobyła tytuł mistrzyni świata w celności lądowania.
- 2000 – XVIII Spadochronowe Mistrzostwa Armii Świata – Lucenec. Klasyfikacja indywidualna celność lądowania: II miejsce – st. chor. Mikołaj Marczyk. Klasyfikacja drużynowa celność lądowania: I miejsce – Polska, drużyna w składzie: chor. Mikołaj Marczyk, chor. Zdzisław Caban, chor. Andrzej Lamch, st. sierż Marcin Bielecki, chor. Wojciech Białobrocki[26]. Klasyfikacja kobiet : Monika Sadowy-Naumienia ( akt. Bekhit ) -II miejsce w celności lądowania
- 2002 – rozegrano pierwszy w Polsce o tej randze, a II Puchar Świata w skokach na celność lądowania. Zawody odbyły się w Osieku nad Notecią. Udział w nim wzięło 142 zawodników z 17 państw. Polacy zdobyli II miejsce i srebrny medal w skokach grupowych na celność lądowania.
- 2003 – 30 września Rekord Polski 30 WAY – Piotrków Trybunalski. Polacy utworzyli 30-osobową formację w dyscyplinie BIG-WAY (tworzenie wielkich formacji powietrznych)[27].
- 2005 – Mistrzostwa Europy – Prościejów – drużyna kobiet zdobyła brązowy medal w dwuboju.
- 2008 – czerwiec, na lotnisku Ostrów Wielkopolski-Michałków ustanowiono Rekord Polski w największej formacji skoczków – 45 WAY. Rekord bito z wysokości 4,5 tysiąca metrów[28].
- 2010 – sierpień, na lotnisku Włocławek-Kruszyn ustanowiono Rekord Europy w największej formacji skoczków – 103 WAY[29].
- 2010 - Mistrzostwa Świata CISM ,Buochs- Szwajcaria , kpt.Monika Sadowy- Naumienia ( aktualne nazwisko Monika Bekhit ) -II miejsce w celności lądowania kobiet
- 2011 – 29 lipca na lotnisku Włocławek-Kruszyn ustanowiono Rekord Europy w największej formacji skoczków – 113 WAY[30].
- 2011 – Mistrzostwa Europy – Kikinda – polski zespół kobiecy w składzie Ewa Wesołowska, Irena Paczek–Krawczak, Bogna Bielecka, Agnieszka Wiesner, Monika Sadowy–Naumienia ( aktualne nazwisko Monika Bekhit ) zdobyły brązowy medal w drużynowej celności lądowania oraz srebrny w drużynowym dwuboju kobiet[31].
- 2011 – V Światowe Wojskowe Igrzyska Sportowe – Rio de Janeiro. Klasyfikacja indywidualna celność lądowania: II miejsce – kpt. Monika Sadowy–Naumienia (aktualne nazwisko Bekhit) [26].
- 2012 – 26–28 września ustanowiono Rekord Polski RW-70 – Klatovy (Czechy). Polacy utworzyli 70-osobową formację w dyscyplinie BIG-WAY[32].
- 2013 – Mistrzostwa Europy – Czeboksary: kpt. Monika Sadowy-Naumienia zdobyła brązowy medal w celności lądowania. Polski zespół kobiecy w składzie Ewa Wesołowska, Irena Paczek-Krawczak, Bogna Bielecka, kpr. pchor. Agnieszka Wiesner, kpt. Monika Sadowy-Naumienia (aktualnie Bekhit) zdobyły brązowy medal w drużynowej celności lądowania[33].
- 2013 – Mistrzostwa Europy – Banja Luka – w Artistic Events – w Konkurencji Vertical Formation Skydiving (VFS) Polacy zajęli 3. miejsce, skład drużyny: Dariusz Filipowski, Artur Karwowski, Sebastian Matejek, Piotr Bereda, Agnieszka Roman[34].
- 2013 – grudzień, 4. Spadochronowe Międzynarodowe Mistrzostwa – Dubaj (4th Dubai International Parachute Championships) w konkurencji Canopy Piloting – Freestyle, Sebastian Dratwa zdobył drugie miejsce i srebrny medal[35]
- 2014 – Spadochronowy Puchar Świata – Monika Sadowy–Naumienia (akt. Bekhit) w klasyfikacji ogólnej zdobyła brązowy medal w celności lądowania[36].
- 2014 – Międzynarodowe Zawody Spadochronowe – Dubaj – Polska reprezentacja w dyscyplinie VFS (Vertical Formation Skydiving) zdobyła srebro. Polski zespół składał się z pięciu osób: Marek Nowakowski, Marcin Seń, Maciej Michalak, Mariusz Wnuk oraz Agnieszka Roman jako kamerzystka[36][a].
- 2014 – I Tunelowe Mistrzostwa Świata w VFS – Stany Zjednoczone – Drużyna Fly Definition (Dariusz Filipowski, Artur Karwowski, Sebastian Matejek, Piotr Bereda, Agnieszka Roman) zdobyła srebrny medal[37].
- 2015 – Rekord Polski kobiet 34 WAY – Klatovy – Polskie spadochroniarki ustanowiły nowy Rekord Polski Kobiet w dyscyplinie BIG-WAY i stworzyły formację 34-osobową[38].
- 2015 – wertykalny Rekord Polski Kobiet (Head Down) – Klatovy – Polskie spadochroniarki (Olimpia Patej, Beata Masłowska, Izabela Pilarczyk, Agnieszka Roman) ustanowiły pierwszy rekord Polski kobiet Head Down w historii[38].

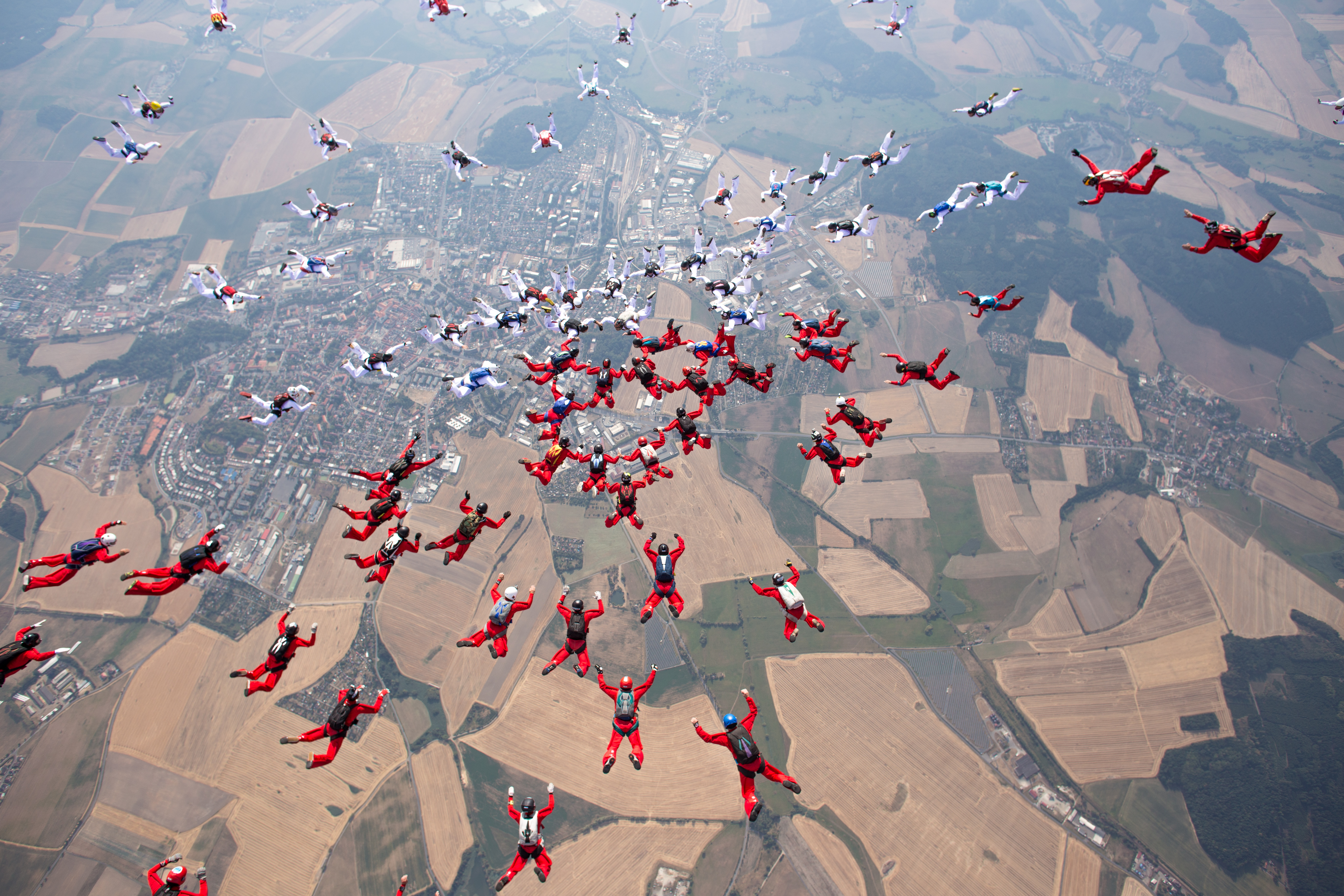
Próba zbudowania przez polskich spadochroniarzy 100-osobowej formacji w ramach Play Rekord Polski 100 WAY 2015 (sierpień 2015)

- 2015 – Rekord Polski 100 WAY – Klatovy – Polacy utworzyli 100-osobową formację w dyscyplinie BIG-WAY (tworzenie wielkich formacji powietrznych). Polska dołączyła jako ósme państwo na świecie do „Klubu 100-WAY”[39][40][41].
- 2015 – 8. Mistrzostwa Europy FAI w Konkurencjach Klasycznych – Erden (Bułgaria). Polska drużyna kobieca w składzie: Bogna Bielecka, Monika Sadowy, Irena Paczek–Krawczak, Ewa Wesołowska i Agnieszka Wiesner zdobyły srebrny medal w grupowej celności lądowania oraz medal brązowy w klasyfikacji drużynowej. Monika Sadowy-Naumienia zdobyła srebrny medal w klasyfikacji indywidualnych skoków na celność lądowania[42].
- 2015 – I Mistrzostwa Świata w Indoor Skydivingu – Praga (Czechy). We Freestyle’u Solo Juniorów – Maja Kuczyńska zdobyła złoty medal, a Andrzej Sołtyk srebrny. W kategorii 4-WAY-VFS, oficjalna Reprezentacja Polski w czwórkach wertykalnych zespół Fly Definition: Dariusz Filipowski, Damian Piotr Bereda, Rafał Popławski oraz Sebastian Matejek zdobyła brązowy medal[43][44].
- 2015 – Spadochronowe Mistrzostwa Europy Way4 VFS międzynarodowych zawodów w lataniu w tunelu aerodynamicznym – Teuge (Holandia). Klasyfikacja ogólna kobiet: III miejsce, brązowy medal, tytuł drugiego wicemistrza Europy[45].
- 2015 – Puchar Świata w celności lądowania – Lesce (Słowenia). Klasyfikacja indywidualna: III miejsce – Monika Sadowy–Naumienia[45].
- 2015 – Puchar Świata w celności lądowania – Peiting. Klasyfikacja indywidualna: I miejsce – Monika Sadowy–Naumienia[45].
- 2015 – Puchar Świata – Belluno. Klasyfikacja drużynowa: I miejsce Polska w składzie: Monika Sadowy–Naumienia, Agnieszka Wiesner, Ewa Wesołowska, Irena Paczek–Krawczak, Bogna Bielecka[45].
- 2016 – Międzynarodowe Zawody w lataniu, w tunelu aerodynamicznym 3. Wind Games 2016 – Castelló d’Empúries Hiszpania. W konkurencji Freestyle Music Maja Kuczyńska zdobyła srebrny medal[46].
- 2017 – 3–4 lutego Międzynarodowe Zawody w lataniu, w tunelu aerodynamicznym 4. Wind Games 2017 – Empuriabrava Hiszpania. W konkurencji Solo Freestyle Maja Kuczyńska oraz reprezentacja Polski w czwórkach wertykalnych FlySpot Definition w składzie: Dariusz Dafi Filipowski, Sebastian Matejek, Damian Piotr Bereda i Rafal Popławski zdobyła brązowy medal[47].
- 2017 – 13 września ustanowiono spadochronowy Sekwencyjny Rekord Polski 30 way, z wysokości 3950 m, na strefie spadochronowej Sky Force Piotrków Trybunalski. Dwa punkty zostały zrobione w trzecim skoku[48].
- 2018 – 2–8 lipca odbyły się na lądowisku Wrocław-Szymanów po raz pierwszy w Polsce VII Mistrzostwa Świata w Pilotowaniu Czaszami (WCPC – World Canopy Piloting Championships) oraz po raz pierwszy na świecie World Canopy Piloting Freestyle Championships. W ramach  Spadochronowych Mistrzostw Świata FAI startowało ok. 120 zawodników z 30 krajów[49].
- 2019 – 25 października Arkadiusz „Maya” Majewski oraz Jim Wigginton (były żołnierz armii amerykańskiej), wspólnie pobili rekord Guinnessa. Skoczyli ze spadochronem w tandemie z wysokości 11 373 m n.p.m. Do udziału w tym projekcie zaproszono Jednostkę Wojskową Komandosów, której żołnierze pomagali merytorycznie oraz użyczając aparaturę tlenową i filmowali to wydarzenie[50].
- 2020 – 22 sierpnia ustanowiono nowy rekord Polski Airplane Wingsuit Formation (AWF) w formacji wingsuit z samolotem – Elbląg Strefa/spadochronowa/Baltic. 8. skoczków leciało w jednej formacji z samolotem, z którego wyskoczyli. W ustanawianiu rekordu uczestniczyło 10 osób: Bartłomiej Ledwon (pilot samolotu Technoavia SMG-92 Turbo-Finist HA-YDM), Piotr Walasek (organizator, były członek kadry narodowej i mistrz Polski jako kamerzysta 4FS), Jakub Juszczak (członek polskiej kadry narodowej wingsuit), Dariusz Kobyłecki, Jakub Mijakowski, Tomasz Nowicki, Janusz Paliszek-Saładyga (członek polskiej kadry narodowej wingsuit, uczestnik rekordu świata w formacji wingsuit), Oskar Wiktor Wojciechowicz, Dawid Winczewski (członek polskiej kadry narodowej wingsuit, wiele sukcesów na arenie międzynarodowej w konkurencji wingsuit performance), Tomasz Zagała, Ireneusz Iwko. Wykonano 13 skoków żeby ustanowić rekord, 9 prób przeprowadzono z samolotem, a skoczkowie opuszczali samolot na wys. 4500–5000 m[51].
- 2020 – 18 września w SKY FORCE Polskim Centrum Spadochronowym, zlokalizowanym na lotnisku Aeroklubu Ziemi Piotrkowskiej, ustanowiono Rekord Polski w formacji skydivingowej „head down” tj. w spadaniu głową w dół i trzymaniu się za ręce. Grupa skoczków spadochronowych z całego kraju dwukrotnie pobiła rekord Polski. Poprzedni rekord wynosił 17 osób. W pierwszym piątkowym skoku udało się połączyć 22 osobom, a w kolejnym 24. Samolot wyniósł skoczków na ponad 5600 metrów, a następnie wyskoczyli z samolotu i pędząc głowami w dół z prędkością ok. 300 km/h chwytali się za ręce[52]. W ustanawianiu rekordu uczestniczyli: Damian Piotr Bereda, Łukasz Hahn, Michał Stępel, Maciej Michalak, Rafał Popławski, Grzegorz Rabczak, Piotr Noworol, Radosław Kuczyński, Adrian Suwiński, Jarosław Banaszkiewicz, Krzysztof Drzyżdżyk, Izabela Pilarczyk, Tomasz Mikuciński, Marcin Zimnowłodzki, Tomasz Białous, Michał Wilmowski, Waldemar Suwiński, Marek Sobiecki, Łukasz Góralczyk, Jakub Langowski, Bartek Zygmunt, Jakub Organista, Paweł Gałązka, Sebastian Teufel, Tomasz Bonczyk (kamerzysta)[53].
- 2021 – 9–14 sierpnia 24. Mistrzostwa Świata Formation Skydiving – Tanay (Rosja). Polska kobieca drużyna zespołowej akrobacji spadochronowej FS4[b], w składzie: Kinga Komorowska, Karina Laszuk, Iwona Raczkiewicz, Maja Ważniewicz, Marcin Zimnowłodzki (kamera) zdobyła brązowy medal. Zawody odbyły się na strefie spadochronowej Tanay Skydiving[54].

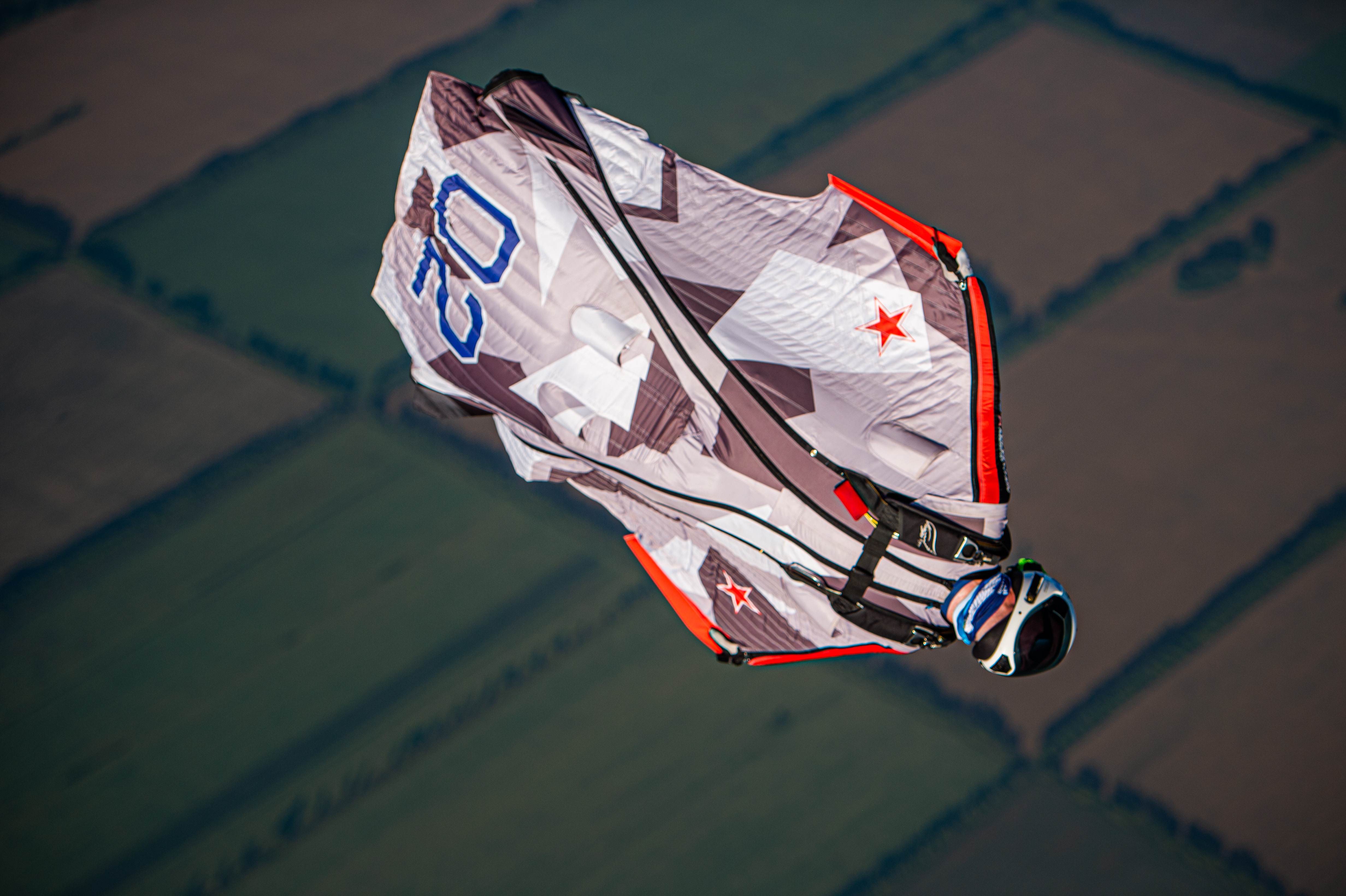
Dawid Winczewski, lot w kombinezonie Wingsuit – rozpędzanie się w rundzie zawodów Performance Tanay (sierpień 2021)

- 2021 – 9–14 sierpnia 3. Mistrzostwa Świata w Wingsuit Flying – Tanay (Rosja). Wingsuit Performance Flying, klasyfikacja indywidualna: II miejsce – Dawid Winczewski. Klasyfikacja drużynowa: III miejsce – Polska (Janusz Paliszek–Saładyga, Jakub Juszczak, Dawid Winczewski, Piotr Huss)[55].
- 2021 – 20 sierpnia na strefie spadochronowej Sky Force Polskie Centrum Spadochronowe – Piotrków Trybunalski ustanowiono Rekord Polski RW-36 Formacja Sekwencyjna – Sequential Formation Skydiving, total break, 2 punkty. Cała formacja została stworzona z wysokości 4400 metrów. W rekordzie uczestniczyli: Sylwia Glinka–Kielarz, Joanna Hulbój, Aleksandra Moździerz, Małgorzata Solnica, Dariusz Banaszkiewicz, Marek Nowakowski, Mariusz Koba, Katarzyna Artych, Tomasz Drozdek, Piotr Sybilski, Łukasz Bryła, Bartłomiej Ryś, Robert Leki, Bartosz Staśkiewicz, Arkadiusz Włodarczyk, Marcin Ruciński, Zbigniew Kordzikowski, Krzysztof Szawerna, Artur Romańczuk, Daniel Szatkowski, Marcin Pańszczyk, Wojciech Artych, Arkadiusz Mikulicz, Grzegorz Wawrzyniak, Anna Barańska, Rafał Popławski, Rafał Nagrodzki, Piotr Kopyść, Leszek Tomanek, Szymon Szpitalny, Aleksander Kot, Paweł Dybek, Józef Kwiatkowski, Izabela Gutowiec, Jarosław Labudda, Witold Kielarz. Kamera: Tomasz Burza i Jacek Grabowski[56].
- 2021 – 28 sierpnia podczas Baltic Wingsuit Meet – Elbląg, ustanowiono rekord świata największej formacji AWF (Airplane Wingsuit Formation). Udało się stworzyć formację 17 osób plus kamerzysta z samolotem – razem 18. Skoki oddano z dwóch samolotów Turbo Finist SMG-92. W rekordzie uczestniczyli: Piotr Walasek LO 1, Ossio Daniel LO 2 Szwajcaria, Janusz Paliszek–Saładyga, Michał Poradowski, Jakub Mijakowski, Sebastian Konopka, Dariusz Kobyłecki, Dorota Kankowska, Dawid Winczewski, Busch Christian Niemcy, Schmidt Gerald Niemcy, Hutchinson Charlie Wielka Brytania, Paweł Kowal, Dominik Grajner, Michał Brosig, Marek Skowron Finlandia, Mariusz Ozga, Tomasz Nowicki (kamera). Piloci samolotów: Bartłomiej Ledwon, Marcin Winiarski[57].
- 2021 – 9 września na strefie spadochronowej Sky Force Polskie Centrum Spadochronowe – Piotrków Trybunalski ustanowiono Rekord Polski Kobiet RW-17, (total break), 3 punkty. Cała formacja została stworzona z wysokości 4300 metrów z samolotu Short SC.7 Skyvan-3M-100 SP-HOP. W rekordzie uczestniczyły: Agnieszka Ostrowska, Helena Skiba, Kamilla Orłowska, Marta Molińska, Agata Chmielak, Zuzanna Foltyn, Magda Pastor, Izabela Pilarczyk, Agnieszka Kochaniak, Joanna Hulbój, Joanna Sułowska, Martyna Oziemblewska, Małgorzata Pawłowska, Sylwia Glinka–Kielerz, Małgorzata Solnica, Katarzyna Artych i Izabela Gutowiec[58].
- 2021 – 16 września na strefie spadochronowej Sky Force Polskie Centrum Spadochronowe – Piotrków Trybunalski ustanowiono Rekord Polski Head-Up, 12-way. Cała formacja została stworzona z wysokości 4500 metrów (samolot Short SC.7 Skyvan-3M-100 SP-HOP). W rekordzie uczestniczyli: Jakub Langowski, Piotr Noworol, Rafał Popławski, Jakub Organista, Adrian Suwiński, Marcin Zimnowłodzki, Tomasz Białous, Marek Sobiecki, Waldemar Suwiński, Jarosław Banasiewicz, Maciej Michalak, Łukasz Hahn. Kamera: Tomasz Bocian. Organizatorem był Infamous Skydiving Team'Team (Jakub Langowski & Piotr Noworol)[59].
- 2022 – 5–10 kwietnia 4. Puchar Świata FAI oraz 2 Mistrzostwa Europy FAI w Indoor Skydiving – Charleroi, polscy zawodnicy zdobyli cztery medale: Mistrzostwa Europy złoty w Solo Freestyle – Maja Kuczyńska[60] oraz srebrny zespołu 4-Way Vertical Formation Skydiving (4-way VFS) – drużyna w składzie: Adrian Suwinski, Piotr Noworol, Tomasz Bialous, Waldemar Suwinski[61]. Puchar Świata srebrny w Solo Freestyle – Maja Kuczyńska[62] i brązowy zespołu 4-Way Vertical Formation Skydiving (4-way VFS) – drużyna w składzie: Adrian Suwinski, Piotr Noworol, Tomasz Bialous, Waldemar Suwinski[63].
- 2022 – 7 maja ustanowiono 60. G-2 Spadochronowy Rekord Polski w Największej Formacji w skoku grupowym z balonu. Rekord Ogólny – Dzień. Wysokość wyskoku 7430 metrów. Wysokość otwarcia spadochronów 960 metrów. Utworzona figura w wolnym spadaniu pięciu osób – Gwiazda. W rekordzie uczestniczyli: Dariusz Bychowiec, Roman Cebula, Michał Flak, Krzysztof Rój, Piotr Taczała, Aleksander Wieczorkowski (kamera)[64].
- 2023 – 18–23 kwietnia 4. Mistrzostwa Świata FAI w Indoor Skydiving – Liptowski Mikułasz, polscy zawodnicy zdobyli dwa medale: srebrny w Solo Freestyle – Maja Kuczyńska[65], brązowy w 4-Way Vertical Formation Skydiving (VFS) – drużyna w składzie: Adrian Suwiński, Oliwier Suwiński, Piotr Noworol, Tomasz Białous, Waldemar Suwiński[66].
- 2023 – 1 lipca Robert Pełka, członek Aeroklubu Warszawskiego, podczas trwających ISSA Word Series 2023 czyli cyklu zawodów w speed skydivingu, osiągnął prędkość 458,64 km/h ustanawiając nowy rekord Polski[67].
- 2023 – 2 lipca Robert Pełka, członek Aeroklubu Warszawskiego, podczas trwających ISSA Word Series 2023 czyli cyklu zawodów w speed skydivingu, osiągnął prędkość 464,67 km/h ustanawiając kolejny rekord Polski[68].
- 2023 – 24 lipca 4. Mistrzostwa Europy FAI w Speed Skydiving, 5. Puchar Świata w Speed Skydiving – Prostějov. Robert Pełka ustanowił w drugiej kolejce, nowy rekord Polski, z wynikiem 479,39 km/h[69].
- 2023 – 24 lipca 2. Spadochronowe Mistrzostwa Europy w Wingsuit Acrobatic Flying, 4. Puchar Świata w Wingsuit Flying – Prostějov. W Mistrzostwach Europy drużyna polska w składzie: Paweł Kowal, Michał Migała, Michał Brosig zdobyła brązowy medal, a w Pucharze Świata IV miejsce[70].
- 2023 – 25 lipca 4. Spadochronowe Mistrzostwa Europy w Wingsuit Flying, 4. Puchar Świata w Wingsuit Flying – Prostějov. Mistrzostwa Europy w Wingsuit Flying, drużyna polska, w składzie: Dawid Winczewski, Janusz Paliszek, Jakub Juszczak zdobyła srebrny medal. Dawid Winczewski – brązowy medal. Ponadto Dawid Winczewski zdobył złoty medal na Pucharze Świata w konkurencji Speed oraz złoty medal w konkurencji Speed na Mistrzostwach Europy. Został Najszybszym Wingsuiterem na Świecie. Jakub Juszczak i Dawid Winczewski pobili rekordy Polski[71].
- 2023 – 21 października 5. Mistrzostwa Europy FAI w pilotowaniu spadochronów – Eloy, Arizona. Dyscyplinia Canopy Piloting, konkurencja Zone Accuracy[c]: I miejsce – Sebastian Dratwa i tytuł Mistrza Europy w Canopy Piloting z wynikiem 272,676 pkt[72].
- 2024 – 16–22 kwietnia 5 FAI Puchar Świata, 3 Mistrzostwa Europy, 1 Azjatyckie Zawody w Indoor Skydiving, GoAirborne, Macao. Flyspot Synapses – Polish VFS Team (Tomasz Białous, Piotr Noworol, Adrian Suwiński, Oliwier Suwiński + rezerwowy Waldemar Suwiński) wygrał zawody zdobywając 285 punktów. Polacy zostali Mistrzami Europy oraz Mistrzami Pucharu Świata w Indoor Skydiving, a Polka Melania Baciąga w kategorii freestyle junior debiutując w Pucharze Świata wywalczyła 4. miejsce jednocześnie zdobywając tytuł Vice Mistrzyni Europy[73].
- 2024 – 5–7 lipca na niemieckiej strefie spadochronowej Neustadt-Glewe odbyły się zawody w Speed Skydivingu ISSA Word Series 2024. Polski zawodnik, członek sekcji spadochronowej Aeroklubu Warszawskiego, Robert „Szyja” Pełka, ustanowił nowy rekord Polski. Rozpędził się do prędkości 490,61 km/h zajmując przy tym szóste miejsce Open[74].
- 2024 – 6 sierpnia został ustanowiony nowy sekwencyjny rekord Europy Head Up, a w trzecim skoku nowy sekwencyjny rekord świata. W rekordzie uczestniczył Polak Tomasz Białous[75].
- 2024 – 5–11 października 15. Spadochronowe Mistrzostwa Świata FAI w Artistic Events, Beaufort (Karolina Północna), Maja Kuczyńska/Mairis Laiva zdobyła brązowy medal w konkurencji FREESTYLE[76][77].
- 2024 – 5–11 października 5. Mistrzostwa Świata w Wingsuit Flying, Beaufort (Karolina Północna) (USA), polska drużyna Wingsuit, w składzie: Jakub Juszczak, Michał Poradowski i Janusz Paliszek-Saładyga – zajęła 3. miejsce (767,8). W klasyfikacji indywidualnej: Jakub Juszczak – 5. miejsce: Michał Poradowski – 15. miejsce: Janusz Paliszek-Saładyga – 17. miejsce. Startowało 37 zawodników[78].
- 2024 – 6 listoada w Skydive Arizona (USA) pobity został sekwencyjny rekord świata 151-way, 2 punkty (czyli 100% osób puszcza wszystkie chwyty pomiędzy punktami i te same dwie kończyny nie mogą się ponownie połączyć). W rekordzie brały udział 3 osoby z Polski: Daniel Szatkowski SkyCamp, Szymon Parys Aeroklub Gliwicki, Marcin Ruciński Aeroklub Warszawski[79][80].
- 2025 – 2 lutego Thewindgames w Windoor Empuriabrava Pro – Castelló D'Empúries (Hiszpania), kategoria VFS Open. Ekipa Flyspotsynapsesvfs w składzie: Tomasz Białous, Piotr Noworol, Adrian Suwiński, Oliwier Suwiński zajęła pierwsze miejsce i pobiła rekord Europy w średniej liczbie punktów zdobytych w 10 rundach[81].
- 2025 – 9–12 kwietnia 5. Mistrzostwa Świata FAI w Indoor Skydiving, Raeford (USA). Flyspot Synapses – Polish VFS Team zostali Mistrzami Świata w 4way VFS: Tomasz Białous, Piotr Noworol, Adrian Suwiński i Oliwier Suwiński, Waldemar Suwiński[82].
- 2025 – 27 kwietnia 5. Mistrzostwa Świata FAI w Skokach Spadochronowych w Indoor Skydiving (Freestyle), Charleroi (Belgia). W kategorii Freestyle Maja Kuczyńska zdobyła tytuł Mistrzyni Świata. W kategorii Freestyle Junior Melania Bociaga zdobyła tytuł Wicemistrzyni Europy[83].
- 2025 – 22–23 maja zawody Pucharu Świata w konkurencji Speed Skydiving, z cyklu ISSA 2025 World Cup, Bad Saulgau (Niemcy). Robert Pełka, zajął III miejsce (brązowy medal), ustanawiając nowy rekord Polski, z wynikiem 496,39 km/h[84].
- 2025 – 30 lipca zawody Pucharu Świata w konkurencji Speed Skydiving, z cyklu ISSA 2025 World Cup, Gryttjom (Szwecja). Robert Pełka, zajął II miejsce (srebrny medal), ustanawiając nowy rekord Polski, z wynikiem 497,97 km/h[85].
- 2025 – 15–21 sierpnia 3. Mistrzostwa Europy FAI w Wingsuit Flying, Prostejov, Czechy. Klasyfikacja indywidualna – I miejsce i złoty medal Jakub Juszczak – 292,6, IV miejsce – Janusz Paliszek, XI miejsce – Michał Poradowski. Klasyikacja drużynowa: I miejsce – Polska (Jakub Juszczak, Janusz Paliszek, Michał Poradowski) 814,9. Konkurencja Czas: II miejsce – Jakub Juszczak. Konkurencja Prędkość: II miejsce – Michał Poradowski, III miejsce –   Jakub Juszczak[86][87].

### Prawo
- W 2013 zgodnie z rozporządzeniem Ministra Transportu, Budownictwa i Gospodarki Morskiej z dnia 26 marca 2013 roku załącznik nr 4 rozdział 6 punkt 4.4.1.[88] uczeń-skoczek może wykonywać skoki bez urządzenia zabezpieczającego AAD dla spadochronu zapasowego, jeżeli:
  - skoki są wykonywane z natychmiastowym otwarciem pokrowca spadochronu głównego – na linę desantową lub
  - skoczek jest wyposażony w urządzenie zabezpieczające otwarcie pokrowca spadochronu głównego.”
- Wymagania do skoków w Polsce[89]:
  - co najmniej 16 lat (do 18. roku życia wymagana zgoda rodziców lub opiekunów prawnych)
  - ubezpieczenie OC na sumę 10 000 SDR[d] (ok. 50 000 zł).
- Wymagania stawiane kandydatom przed przystąpieniem do szkolenia[89]:
  - wiek – według uznania i oceny instruktora szkolącego, w przypadku osób nieposiadających 18 lat wymagana jest zgoda rodziców lub prawnych opiekunów.